# Тортумская крепость
Тортумская крепость (Тортум или Тортоми;; тур. Tortumkale, Тортум-кале; груз. თორთომის ციხე, Тортомис-цихе) — грузинская крепость, расположенный в Тортумском ущелье в историческом Тао, в деревне Тортумкале, недалеко от города Эрзурум в Турции.

## История
В ее прошлом здесь располагался большой город, а сама крепость играла важную роль в защите и контроле Тортумской ущелий. Долгое время была одной из крепостей грузинского княжества Самцхе. В XIII веке Тақа Панаскертели, эристав Тао, одержал блестящую победу над армией Азата Мусы. Судя по всему, внуком этого Така был и тот Така, воины которого, окопавшись в крепости Тортоми, оказали сопротивление армии Тамерлана в 1401 году. Захвачена турками в 1545 году. В XIX веке здесь была возведена большая башня, вероятно, русскими силами. В 1978 году началась реставрация крепости.

## Архитектура
Крепость находится на изолированном холме с каменистым покрытием. Холм, на котором расположена крепость, имеет форму, направленную северо-восток — юго-запад. Сама крепость состоит из нескольких уровней и оборонительных стен, характерных для оборонительных сооружений того времени.
Верхний уровень крепости находится на северо-восточной платформе, а нижний уровень — на юго-западе от нее. На самой высокой точке крепости находится небольшой последний рубеж, который служил укрытием.
Стены крепости, особенно на юго-западной стороне, остались частично разрушенными.